# Makar sankranti

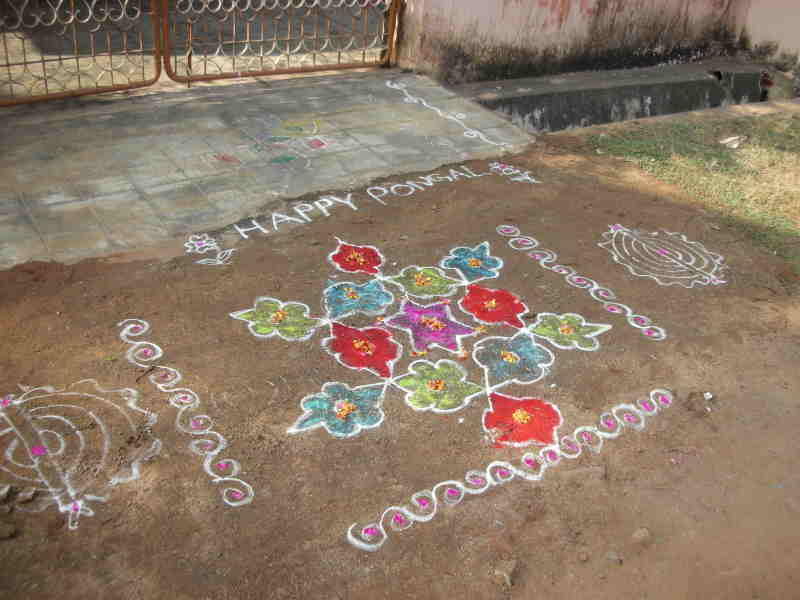
Dekoracja z okazji sankranti/pongal

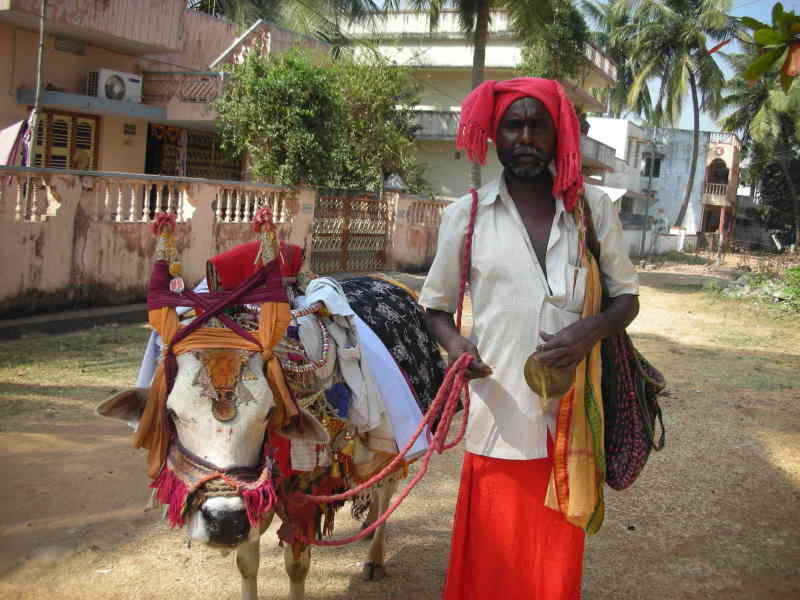
Krowa udekorowana z okazji sankranti

Makara sankranti (sanskryt: मकर संक्रान्ति) – święto hinduskie, obchodzone w dzień, w którym Słońce przechodzi na północną półkulę. W przeciwieństwie do innych świąt w Indiach, których data obliczana jest na podstawie kalendarza księżycowego, Makar sankranti wypada zawsze 14 stycznia. Dzień ten uważany jest za jeden z najbardziej pomyślnych w roku. Święto związane jest z kultem Słońca (symbol światła i rozumu) oraz Saraswati
, bogini mądrości.

## Znaczenie astrologiczne
Słowo makara oznacza znak koziorożca, sankranti to dosłownie „przejście” (chodzi o przejście Słońca w nowy znak zodiaku). W ciągu roku jest więc 12 momentów określanych jako sankranti, zaś przejście w znak koziorożca jest szczególnie ważne, gdyż rozpoczyna sześciomiesięczny pomyślny okres, sprzyjający osiąganiu życiowych celów. Święto obchodzone jest w całych Indiach pod różnymi nazwami (np. w Tamil Nadu odpowiada mu Pongal), a także w niektórych innych krajach Azji.

## Zwyczaje związane z Makar sankranti
Sposób świętowania może się znacznie różnić w zależności od regionu i kraju. Do najbardziej rozpowszechnionych tradycji należy puszczanie latawców, dekorowanie krów oraz rytualne karmienie zwierząt.